# سامسونج جالكسي فولد
سامسونج جالكسي فولد (بالإنجليزية: Samsung Galaxy Fold)‏ هو فابلت من نوع أندرويد عالي الجودة من إنتاج شركة إلكترونيات سامسونج. تم تقديم العرض التقديمي للهاتف الذكي، إلى جانب سامسونج جالكسي إس 10 في سان فرانسيسكو، قبل أيام قليلة من المؤتمر العالمي للجوال. وتم بث العرض التقديمي مباشرةً على الإنترنت وعلى تطبيق الهاتف المحمول القابل للتنزيل على متجر سامسونج جالكسي أبس ستور.

## مواصفات
يحتوي سامسونج جالكسي فولد على شاشتين OLED. الشاشة الأولى هي شاشة AMOLED 4.6 بوصة (116.8 ملم)، في حين أن الكاميرا يمكن فتحها لتكشف عن وجود ثاني 7.3 بوصة AMOLED شاشة (185.4mm)، كما يسميها سامسونج شاشة إنفينيتي فليكس.
وهذا هو أول جهاز تسويقي لها على نطاق واسع مع شاشة OLED يسمى "poled" (OLED البلاستيك) مرنة تسمح هذه الأخيرة لتراجع نفسها. تم تصميم هذا الأخير بواسطة شركة سامسونج ديسبلاي التابعة لمجموعة سامسونج. لقد أمضت 8 سنوات للتفكير وتصميم هذا المنتج بالكامل بين الهاتف الذكي والكمبيوتر اللوحي. كان التحدي الأكبر هو توفير مفصلات من شأنها أن تفتح وتغلق بشكل طبيعي مثل الكتاب. [ المرجع.   المطلوب ] يتكون هذا الأخير من عناصر متعددة ولا يعمل باستخدام زر ميكانيكي يحمل الشاشة مثل (Huawei Mate X).
العيب الرئيسي في هذا المنتج هو سمكه 17 ميليمتر . لتحقيق هذا التصميم، قام المهندسون بتوزيع المكونات على كلا الجزأين من الجهاز. سمح هذا التوزيع بنفس السماكة في العلبة بأكملها، والتي تعتبر بيئة العمل أكثر من إيجابية. توجد بطاريتان، واحدة على كل جانب من جوانب المنتج.
من وجهة نظر البرامج، تتم إضافة تراكب (OneUI) من سامسونج إلى أندرويد. تم إجراء تحسينات على الجهاز لمراعاة هذا التصميم الجديد. على سبيل المثال، من الممكن القيام بمهام متعددة مع ثلاثة تطبيقات مفتوحة وعرضها في نفس الوقت. ومع ذلك، هناك بعض التطبيقات غير المتوافقة مع وضع العرض ثلاثي النوافذ.
عند فتح الهاتف الذكي، تظهر العناصر المعروضة على الشاشة الخارجية تلقائيًا على الشاشة الداخلية.
كانت شركة سامسونج تعمل مع غوغل لتحسين التطبيقات على هذا النوع من الشاشة. الآن، يمكن تعديل واجهات التطبيقات المرئية حسب حجم وشكل الشاشة.
تم إعلان عن سامسونج جالكسي فولد بثمن 1980 دولار أي بحوالي 1740 يورو وتم إصداره في 26 أبريل في الولايات المتحدة و 3 مايو 2019 في فرنسا بسعر 2 020 أورو ، لكن خلال فترة اختبار الصحفيين، ظهرت عيوب كارثية عديدة . لتجنب حدوث مشكلات جديدة كما حدث في سامسونج جالكسي نوت 7 ، قامت شركة سامسونج بتأجيل الإصدار إلى السادس من سبتمبر 2019 في كوريا الشمالية و18 سبتمبر 2019 في فرنسا.

### مقالات ذات صلة
- سامسونج جالكسي إس 10
- سامسونج جالكسي إس 9
- سامسونج جالكسي نوت 9